# Tibetaans-Nepalese Oorlog
De Tibetaans-Nepalese oorlog was een oorlog in 1855 en 1856 tussen Tibet en Nepal. De oorlog werd in 1856 beëindigd met het verdrag van Thapatali. De uitkomsten van dit verdrag waren voor Nepal aanzienlijk gunstiger dan voor Tibet.

## Historische achtergrond
De eerste formele overeenkomsten tussen Nepal en Tibet dateren uit het midden van de 17e eeuw, de periode van de vijfde dalai lama, Ngawang Lobsang Gyatso. Het betrof meerdere overeenkomsten op het gebied van de handel. De overeenkomsten waren zeer voordelig voor Nepalese handelaren, die vooral afkomstig waren uit de etnische groep van de Newah. Er konden in Tibet 32 markten gecreëerd worden, waar Nepalese handelaren hun goederen konden verkopen. Tibet zag af van een importheffing op uit Nepal afkomstige goederen. Daarnaast kregen de Newah het recht in Kathmandu munten te slaan voor Tibet. Met name het laatste was voor hen een zeer lucratieve aangelegenheid.

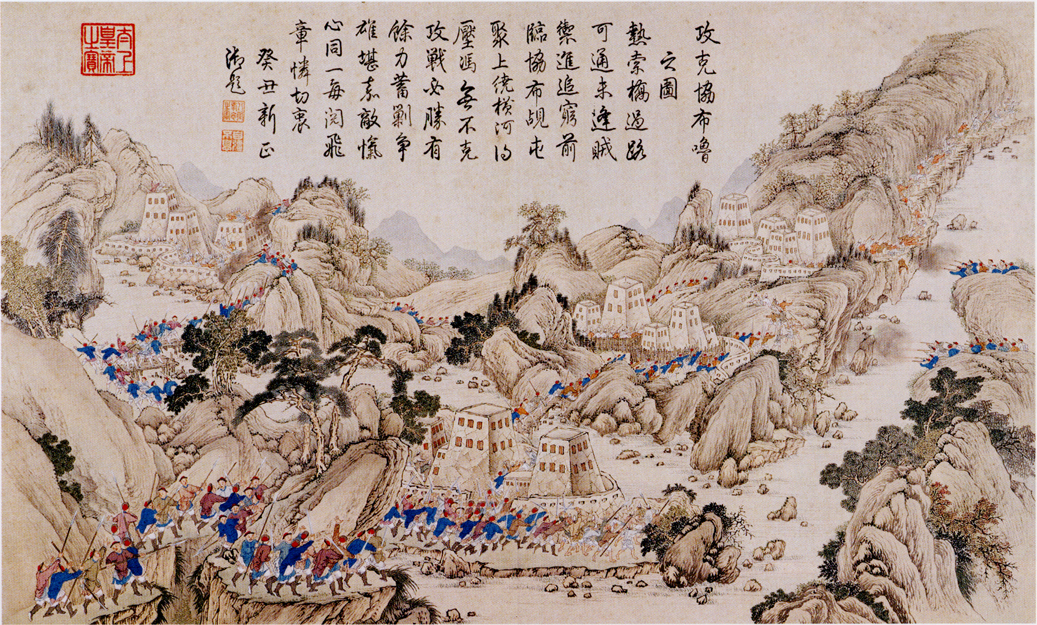
Het Chinese leger bestormt in 1792 de Nepalese verdedigingslinie bij Xiebulu.

In de 18e eeuw verandert de geo-politieke situatie. Vanaf 1720 wordt Tibet een Chinees protectoraat. In 1768-1769 werd Nepal verenigd onder de heerschappij van de Prithvi Narayan Shah Deva die in 1768 tot koning werd gekroond. De voorrechten van Nepalese handelaren in Tibet blijven gehandhaafd.
Iets verder in die 18e eeuw ontstaan er echter spanningen tussen Tibet en Nepal. Een van de redenen was de voortdurende neiging van de Nepalezen om de waarde van de door hen geslagen munt steeds minder te maken dan het zilver dat de Tibetanen er voor betaalden. De Tibetanen weigerden op den duur daarmee akkoord te gaan. Dit was een van de redenen, dat aan het eind van de 18e eeuw twee invasies in Tibet door de gurkha's in 1788 en 1791 plaatsvonden.
De interventie van een omvangrijk Chinees leger van circa 20.000 soldaten was noodzakelijk om de gurkha's het land weer uit te drijven. Het Chinese leger achtervolgde het Nepalese leger tot in de directe omgeving van Kathmandu, waar het zich uiteindelijk overgaf.

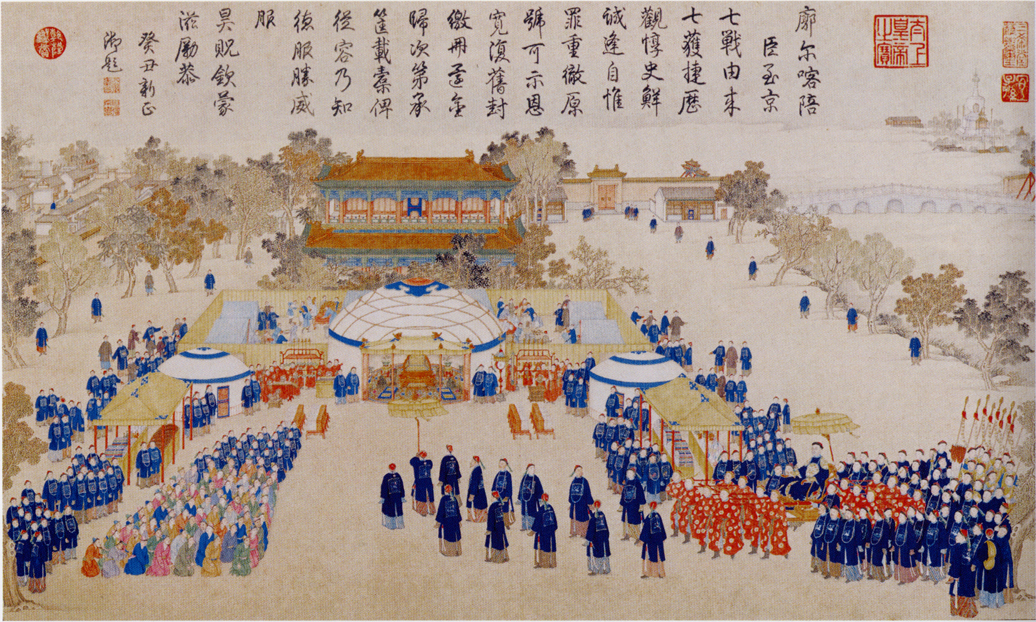
Banket aan het hof van Qianlong bij de viering van de overwinning op het Nepalese leger in 1793

Nepal werd gedwongen een vernederend vredesverdrag te sluiten
Met dit verdrag van Betrawoti verloor Nepal alle voorrechten die het voorheen in Tibet bezat. Een van de bepalingen uit het verdrag is, dat Nepal tribuutplichtig aan China wordt. Eén maal per vijf jaar zal er vanuit Nepal een missie naar Peking reizen.
In de 19e eeuw vond er weer een verandering in de politieke situatie plaats. De feitelijke invloed van de Qing-dynastie in Tibet neemt vanaf 1840 en na de Eerste Opiumoorlog sterk af. In Nepal raakten de Shahs in 1846 hun feitelijke macht kwijt, toen Jung Bahadur Rana de regeringsmacht naar zich toetrok. Hij benoemde zichzelf tot premier onder de titel Rana en maakte dit ambt erfelijk. De Rana-dynastie zou tot in de 21e eeuw een van de meest invloedrijke families in Nepal blijven.
In zijn buitenlands beleid had Jang Bahadur onder meer deze drie doeleinden:
- Nepal in militair en politiek opzicht tot een regionale grootmacht maken
- Herstel van de bevoorrechte positie van Nepalese handelaren in Tibet
- Revanche op de vernedering in Tibet van 1792.

In 1850 breekt in China de Taiping-opstand uit. Jang Bahadur taxeert - terecht - dat China niet in staat is tot enige militaire actie in Tibet.

## De oorlog

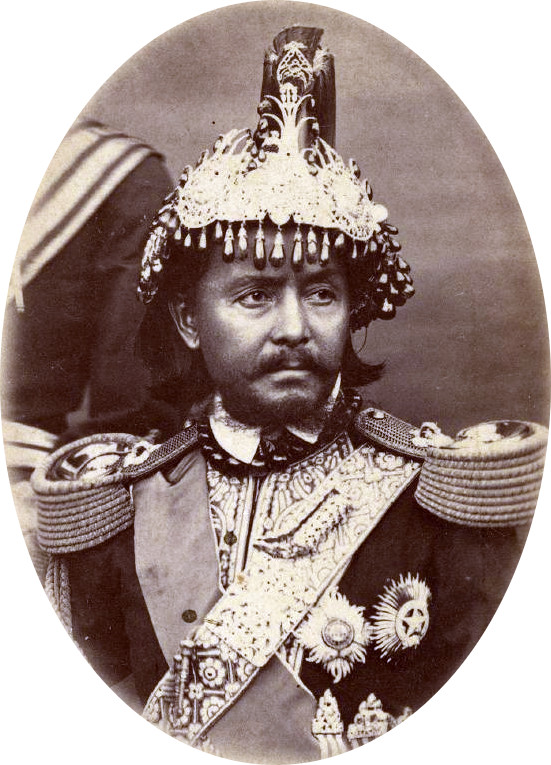
Jung Bahadur Rana.

Hij gebruikte het voorwendsel van een slechte behandeling van Nepalese handelaren in Tibet op de terugreis van Peking naar Kathmandu om in april 1855 het land binnen te vallen. Het Tibetaanse leger was in eerste instantie volstrekt onmachtig om weerstand van betekenis te bieden. In mei van dat jaar beginnen dan ook al onderhandelingen tussen de beide landen. Die leidden niet tot een overeenkomst. In november 1855 weten Tibetaanse troepen onder bevel van Wangchug Gyalpo, die later regent in Tibet zou worden, een tegenaanval te organiseren. Na enkele aanvankelijke verliezen aan Nepalese zijde, leveren die tegenaanvallen echter ook geen blijvend resultaat op en worden de resultaten door het Nepalese leger ongedaan gemaakt. De kosten voor de oorlog waren voor Nepal hoog en Tibet vreesde voor grote onlusten in Kham. De onderhandelingen werden hervat en dat leidde begin 1856 tot het verdrag van Thapatali.

## Het verdrag van Thapatali
De belangrijkste persoon voor Tibet tijdens de onderhandelingen is opnieuw Wangchug Gyalpo. Het eindresultaat van het verdrag is voor Nepal veel gunstiger dan voor Tibet. Ook de Chinese ambans zijn bij de onderhandelingen aanwezig. Hun rol is echter vooral die van toehoorders. Wel weten zij een clausule in het verdrag op te laten nemen, dat de positie van beide landen ten opzichte van de Chinese keizer ongewijzigd blijft. Het is op basis hiervan, dat de vijfjaarlijkse tribuutmissies van Nepal naar Peking tot aan 1906 zullen voortduren.
Het eerste van de 10 punten in het verdrag regelde de schatting die Tibet jaarlijks aan Nepal zou moeten betalen van 10.000 rupees per jaar. Dit bedrag is door Tibet tot aan 1956 betaald.
Het tweede punt in het verdrag plaatste Nepal in de positie van beschermer van Tibet. De clausule maakte het voor Nepal verplicht om Tibet in militaire zin bij te staan in het geval van een aanval door een derde partij. Beide delegaties bij de onderhandelingen meenden hier bij een belang te hebben. Het demonstreerde de dominante positie van Nepal ten opzichte van Tibet. Wangchug Gyalpo zag in het artikel een potentieel instrument om aan de Chinese overheersing een eind te maken. Tibet zou zowel tijdens de Britse Veldtocht in Tibet in 1903 als tijdens de poging tot herstel van het Chinese gezag in 1908 tevergeefs een beroep op die clausule doen.
Het derde punt in het verdrag gaf Nepal het recht een permanente vertegenwoordiger in Lhasa te vestigen. Vier van de andere punten in het verdrag hadden betrekking op herstel van de bevoorrechte positie van Nepalese handelaren. Er zou geen sprake zijn van importheffingen op uit Nepal afkomstige goederen. De overige artikelen regelden de extraterritoriale status van Nepalese burgers in Tibet. Op die burgers zou in Tibet niet de Tibetaanse wetgeving en rechtspraak, maar die van Nepal van toepassing zijn.

## Periode na het verdrag
In de decennia na het verdrag zijn er geregeld hevige meningsverschillen tussen beide landen met betrekking tot de uitvoering daarvan. Het handelde met name om de vaak verschillende interpretatie van het begrip extraterritorialiteit. In alle gevallen moesten uiteindelijk de Tibetaanse autoriteiten inbinden en werd de Nepalese opvatting feitelijk uitgevoerd.In 1883 escaleerde een in omvang eerst geringe rel over de handelsprijs van koraal op een markt in Lhasa tot de vernieling en het plunderen van vrijwel alle Nepalese winkels in de stad. Een nieuwe oorlog kon door Tibet alleen voorkomen worden door het betalen van een omvangrijke schadevergoeding. Nepal eiste, dat deze vergoeding in één maal betaald diende te worden. De Tibetaanse regering had onvoldoende middelen hiervoor en was genoodzaakt een bedrag van 70.000 zilveren Chinese dollars bij de Chinese provincie Sichuan te lenen.
In de periode tot aan de Britse Veldtocht in Tibet in 1903 is Nepal de dominante van alle buitenlandse krachten in Tibet en het handelsvolume tussen beide landen stijgt aanzienlijk. Nepalese handelaren hadden feitelijk een monopoliepositie ten aanzien van het verkopen van Tibetaanse goederen.
In 1904 wordt een nieuwe en snellere handelsroute naar Calcutta geopend via de Chumbivallei. Hierover ontstaat opnieuw een conflict met Nepal. De Tibetanen betoogden dat deze route ten tijde van het sluiten van het verdrag van Thapatali niet bestond en op deze route derhalve geen sprake kon zijn van een bevoorrechte positie van Nepalese handelaren. Er dreigt opnieuw een militair conflict. Onderdruk van de Britten gaat Nepal echter akkoord dat via deze route aangevoerde goederen wel aan heffingen onderhevig kunnen zijn.
Vanaf 1910 neemt het belang van de handel via Nepalese handelaren af. Omstreeks 1930 is die minder dan de helft van het volume van eind 19e eeuw.
Het verdrag van Thapatali blijft in formele zin 100 jaar van kracht. In 1956 werd het vervangen door een nieuw verdrag tussen Nepal en China. In dit nieuwe verdrag erkent Nepal de soevereiniteit van China over Tibet en geeft de rechten op die verworven zijn onder het verdrag van Thapatali.